# Iga Baumgart-Witan
Iga Baumgart-Witan (Bydgoszcz, 11 aprile 1989) è una velocista polacca.

## Palmarès
| Anno | Manifestazione  | Sede           | Evento        | Risultato  | Prestazione | Note                                     |
| ---- | --------------- | -------------- | ------------- | ---------- | ----------- | ---------------------------------------- |
| 2007 | Europei U20     | Hengelo        | 400 m piani   | Batteria   | 54"69       |                                          |
| 2007 | Europei U20     | Hengelo        | 4×400 m       | 5ª         | 3'39"26     |                                          |
| 2009 | Europei U23     | Kaunas         | 400 m piani   | Batteria   | 54"97       |                                          |
| 2009 | Europei U23     | Kaunas         | 4×400 m       | 6ª         | 3'33"49     |                                          |
| 2011 | Europei U23     | Ostrava        | 400 m piani   | Batteria   | 54"53       |                                          |
| 2011 | Europei U23     | Ostrava        | 4×400 m       | 4ª         | 3'36"42     |                                          |
| 2012 | Europei         | Helsinki       | 4×400 m       | 8ª         | 3'30"17     |                                          |
| 2012 | Giochi olimpici | Londra         | 4×400 m       | Batteria   | 3'30"15     |                                          |
| 2013 | Mondiali        | Mosca          | 4×400 m       | Batteria   | 3'29"75     |                                          |
| 2014 | Europei         | Zurigo         | 4×400 m       | 5ª         | 3'25"73     |                                          |
| 2015 | Mondiali        | Pechino        | 400 m piani   | Batteria   | 52"02       | Miglior prestazione personale            |
| 2016 | Europei         | Amsterdam      | 4×400 m       | 4ª         | 3'27"60     |                                          |
| 2016 | Giochi olimpici | Rio de Janeiro | 4×400 m       | 7ª         | 3'27"28     |                                          |
| 2017 | Europei indoor  | Belgrado       | 400 m piani   | Semifinale | 51"81       |                                          |
| 2017 | Europei indoor  | Belgrado       | 4×400 m       | Oro        | 3'29"94     |                                          |
| 2017 | World Relays    | Nassau         | 4×400 m       | Argento    | 3'28"28     |                                          |
| 2017 | Mondiali        | Londra         | 400 m piani   | Semifinale | 51"81       |                                          |
| 2017 | Mondiali        | Londra         | 4×400 m       | Bronzo     | 3'25"41     |                                          |
| 2017 | Universiadi     | Taipei         | 400 m piani   | 7ª         | 52"46       |                                          |
| 2017 | Universiadi     | Taipei         | 4×400 m       | Oro        | 3'26"75     |                                          |
| 2018 | Europei         | Berlino        | 400 m piani   | 5ª         | 51"24       | Miglior prestazione personale            |
| 2018 | Europei         | Berlino        | 4×400 m       | Oro        | 3'26"59     |                                          |
| 2019 | Europei indoor  | Glasgow        | 400 m piani   | Semifinale | 53"83       |                                          |
| 2019 | Europei indoor  | Glasgow        | 4×400 m       | Oro        | 3'28"77     |                                          |
| 2019 | Mondiali        | Doha           | 400 m piani   | 8ª         | 51"29       |                                          |
| 2019 | Mondiali        | Doha           | 4×400 m       | Argento    | 3'21"89     | Record nazionale                         |
| 2019 | Mondiali        | Doha           | 4×400 m mista | 5ª         | 3'12"33     | Record nazionale                         |
| 2021 | Giochi olimpici | Tokyo          | 4×400 m       | Argento    | 3'20"53     | Record nazionale                         |
| 2021 | Giochi olimpici | Tokyo          | 4×400 m mista | Oro        | 3'09"87     | [ 1 ]                                    |
| 2022 | Mondiali indoor | Belgrado       | 4×400 m       | Bronzo     | 3'28"59     | Miglior prestazione personale stagionale |
| 2022 | Mondiali        | Eugene         | 4×400 m       | Batteria   | 3'29"34     |                                          |
| 2022 | Mondiali        | Eugene         | 4×400 m mista | 4ª         | 3'12"31     | [ 1 ]                                    |
| 2022 | Europei         | Monaco         | 400 m piani   | 8ª         | 51"28       |                                          |
| 2022 | Europei         | Monaco         | 4×400 m       | Argento    | 3'21"68     | Miglior prestazione personale stagionale |
| 2024 | World Relays    | Nassau         | 4x400 m       | Argento    | 3'24"71     |                                          |
| 2024 | World Relays    | Nassau         | 4x400 m mista | 6º         | dns         |                                          |
| 2024 | Europei         | Roma           | 4x400 m       | 6ª         | 3'23"91     |                                          |

## Altre competizioni internazionali
2019
- Campionati europei a squadre di atletica leggera ( Bydgoszcz)